# Frogmore Cottage
Frogmore Cottage es una casa histórica clasificada de Grado II en la finca Frogmore, que forma parte de Home Park en Windsor, Inglaterra. Construida en 1801 por orden de la reina Carlota en los jardines cerca de Frogmore House, Frogmore Cottage es parte del patrimonio público de la monarquía británica. Era la residencia oficial del duque y la duquesa de Sussex en el Reino Unido y fue su residencia principal antes de mudarse a Los Ángeles.

## Historia
La casa se conocía originalmente como Double Garden Cottage y figuraba en las cuentas de 1801 de la reina Carlota, donde se señalaba que su jardín fue construido por £ 450 por un hombre llamado Bowen. La reina Victoria desayunó en la casa el 28 de junio de 1875 y notó una "inmensa cantidad de ranitas" que encontró "bastante repugnantes". La cabaña ha sido catalogada como Grado II en la Lista del Patrimonio Nacional de Inglaterra desde octubre de 1975. La lista proporciona algo sobre su historia: "Casa simple de 2 pisos con parapeto de principios del siglo 19. Centro de descanso con porche. Fajas de barra de acristalamiento. Revestimiento de estuco."

### Inquilinos
La cabaña era un refugio para Carlota, la reina consorte de Jorge III, y sus hijas solteras. El teólogo Henry James Sr. y su familia vivieron en la casa en la década de 1840. Un secretario personal de la reina Victoria, Abdul Karim, se mudó a Frogmore Cottage en 1897 con su esposa y su padre. La gran duquesa Xenia Románova permaneció allí en la década de 1992, en el exilio de su Rusia natal después de la Revolución Rusa. A principios del siglo XXI, la casa era una serie de cinco unidades separadas que albergaban a los trabajadores de la finca de Windsor.
En 2019, la casa se convirtió en una vivienda unifamiliar de cuatro dormitorios y guardería a un costo informado de £ 2.4 millones del fondo soberano para el duque y la duquesa de Sussex antes del nacimiento de su hijo, Archie Mountbatten-Windsor, en mayo de 2019. Como propiedad de un palacio real de estado y sitio designado como patrimonio, Frogmore Cottage siempre estaba programada para ser renovada, independientemente del ocupante. Sin embargo, después de que el duque y la duquesa de Sussex anunciaran en enero de 2020 que tenían la intención de renunciar como miembros trabajadores de alto nivel de la familia real y mudarse a Norteamérica, "compartieron su deseo de pagar los gastos del fondo soberano para la renovación de Frogmore Cottage". En septiembre, según los informes, el duque liquidó esa suma en su totalidad y su contrato de arrendamiento de la propiedad se extendió hasta marzo de 2022.
La princesa Eugenia y su esposo, Jack Brooksbank, se instalaron en la casa en noviembre de 2020, y a marzo de 2022 residía allí con su hijo. En febrero de 2022, se anunció que el príncipe Harry planeaba renovar el contrato de arrendamiento de la cabaña, lo que le permitiría permanecer domiciliado en el Reino Unido. En mayo de 2022, se informó que el contrato de arrendamiento de la propiedad de Harry se había renovado, mientras que Eugenia se había mudado de la propiedad para dividir su tiempo entre Londres y Portugal.